# Ngân hàng Thương mại Tanchon
Ngân hàng Thương mại Tanchon (tiền thân là Ngân hàng Tín dụng Changgwang; có thể gọi là Ngân hàng Danchon) là một ngân hàng của Bắc Triều Tiên. Ngân hàng này được khai trương lần đầu tiên vào tháng 8 năm 1986.

## Lịch sử
Ngân hàng Tanchon có khoảng 30 nhân viên và có các văn phòng khu vực chuyên bán vũ khí ở Trung Đông, Myanmar và châu Phi.
Theo một bài báo của Business Insider cho biết thì đây là tổ chức tài chính được sử dụng để "hồi hương và giữ lại tài khoản ngoại tệ" và nằm dưới quyền kiểm soát của Bộ Công nghiệp.
Mục đích của ngân hàng này là xử lý các giao dịch liên quan đến Công ty Thương mại Yongaksan và trên cương vị là nhà quản lý quỹ cho Ủy ban Kinh tế Thứ hai. Có một thời, lãnh đạo ngân hàng này là Maeng Bong-shik.
Địa chỉ của ngân hàng này là Saemul 1-Quận Dong Pyongchon, Bình Nhưỡng, Bắc Triều Tiên.
Mun Chong-chol là đại diện của Ngân hàng Thương mại Tanchon.